# Migrationsrecht.net
migrationsrecht.net ist ein deutsches Fachportal zum Ausländer- und Staatsangehörigkeitsrecht. Die Webseite wird von der Migrationsrecht.net GmbH betrieben.

## Geschichte und Inhalte
Das Portal wurde im Jahre 2003 von dem deutschen Juristen Günter Renner gegründet. Seit dessen Tode im August 2005 wird es inhaltlich-fachlich von Klaus Dienelt weitergeführt und inzwischen wirtschaftlich in die zu diesem Zweck gegründete Migrationsrecht.net GmbH überführt.  
Es richtet sich mit seinen von Berufspraktikern aus Justiz und Verwaltung erstellen Inhalten an ausländerrechtlich interessierte Personen in der Öffentlichkeit, Wissenschaft, Verwaltung und Rechtsprechung. Die meisten Informationen stehen nur zahlenden Mitgliedern zur Verfügung. Daneben erfolgen unregelmäßig Meldungen und Kommentierungen zu aktuellen Gesetzesvorhaben und Gerichtsentscheidungen, die auch kostenpflichtig sind. Einige eingeschränkte oder ältere Inhalte sind kostenfrei zugänglich, dann aber deutlich sichtbar durch Wasserzeichen oder großflächige Fußnoten gelabelt.
Inhalte werden überwiegend in deutscher Sprache eingestellt.

## Rezeption
Die Inhalte des Portals werden in Rechtsprechung, Fachliteratur und Wissenschaft aufgegriffen und verwendet.